# Unteres Schloss (Lintach)

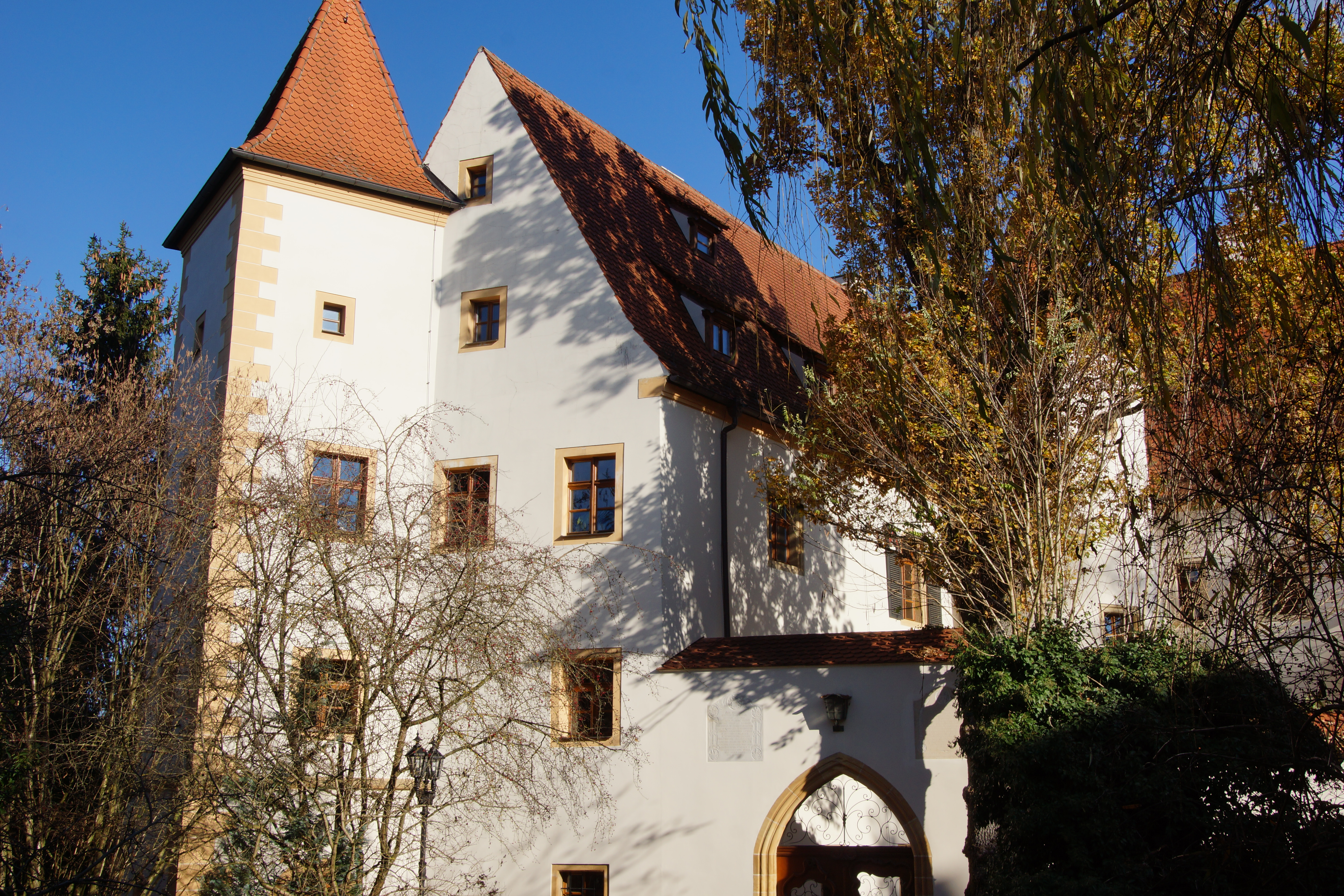
Das Untere oder Neue Schloss von Lintach

Das Untere Schloss, auch Neues Schloss genannt, ist eines von zwei Schlössern in Lintach, einem Gemeindeteil der Oberpfälzer Gemeinde Freudenberg im bayerischen Landkreis Amberg-Sulzbach. Es wurde im 17. Jahrhundert erbaut, liegt nur rund 100 Meter Luftlinie vom Oberen Schloss entfernt und ist unter der Aktennummer D-3-71-122-26 als Baudenkmal verzeichnet. „Archäologische Befunde des Mittelalters und der frühen Neuzeit im Bereich des sogenannten Neuen Schlosses in Lintach, darunter die Spuren von Vorgängerbauten bzw. älterer Bauphasen“ werden zudem als Bodendenkmal unter der Aktennummer D-3-6537-0046 geführt.

## Geschichte
Das Schloss wurde Anfang des 17. Jahrhunderts erbaut und ab 1625 für fast 300 Jahre von dem altfränkischen Adelsgeschlecht der Lochner von Hüttenbach bewohnt.
Früher konnten die jeweiligen Schlossbesitzer durch das Patronatsrecht aus drei Pfarrern den Seelsorger für die Pfarrei auswählen. Der letzte Geistliche, der durch dieses Recht bestimmt wurde, war Pfarrer Pröls. Der letzte adlige Besitzer des Schlosses, Baron von Frauenberg, löschte dieses Recht, bevor er das Schloss an einen Lintacher Privatmann verkaufte.
Im Jahr 2002 erwarb Ulrich Schmid aus Amberg das Untere Schloss und renovierte es samt dem davor liegenden kleinen Park nach historischem Vorbild.

## Beschreibung

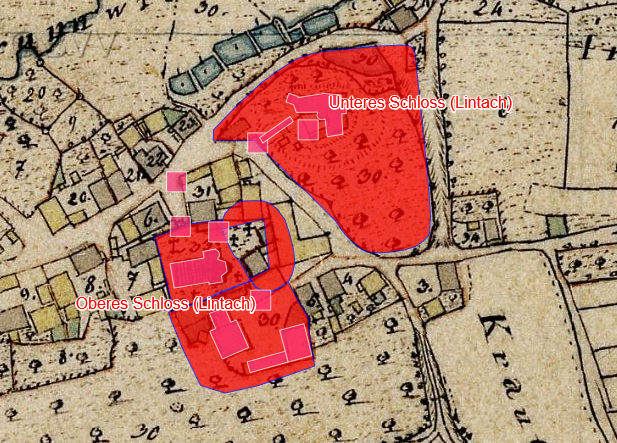
Lageplan der beiden Schlösser in Lintach auf dem Urkataster von Bayern

Sein heutiges Aussehen verdankt das Schloss dem Wiederaufbau und fortwährender Restaurierungen nach einem Brand im Jahr 1931. Seine beiden dreigeschossigen Flügel umrahmen einen kleinen Innenhof. Die gesamte Anlage ist von einem Graben umgeben.